# 그 겨울의 약속
《그 겨울의 약속》은 2001년 12월 28일에 MBC에서 방영한 베스트극장이다.

## 등장 인물

### 주요 인물
- 김영호 : 박석준 역
- 정성모 : 형사 역
- 윤지숙 : 정선생 역
- 김학준 : 준영 역 - 석준의 아들

### 그 외 인물
- 정한헌
- 윤용현 : 형사 역
- 김혜옥
- 백현미
- 박동빈
- 방양희
- 송승용